# 韦洛坡
韦洛坡（1908年10月21日—1981年1月20日）是已故印度尼西亚政治人物，穆斯林，曾任印尼劳工部长，是印尼第7任内阁总理，兼任外交部长。

## 生平
韦洛坡在1908年10月21日生於荷屬東印度克杜駐紮地普沃勒佐（Poerwonedjo, Residentie Kedoe；今屬中爪哇省）。他在童年時曾經到平民學校學生園（Taman Siswa）讀書，後來也曾經在這裏教過書。1942年，他在巴達維亞（今雅加達）獲頒法學碩士學位。他是印度尼西亞民族黨的黨員，在此之前他也曾經是印度尼西亞黨（Partai Indonesia, Partindo）的黨員和印尼人民運動（Gerakan Rakyat Indonesa, Gerindo）的成員。
韦洛坡曾在1947年7月3日至1948年1月29日第一、二屆阿米爾·謝里夫丁內閣在職期間擔任勞工部初級部長，這是他擔任的第一個政府職務。之後他一度投閒置散，直至1949年12月20日才再度入閣，擔任印度尼西亞聯邦共和國內閣的勞工部長，至1950年9月6日內閣解散為止。其後他又成為蘇基曼－蘇維約內閣的工商部長。
韦洛坡的工商部長任期屆滿後，便於1952年3月19日獲授權組織內閣。他的內閣在他向蘇加諾總統呈交內閣閣員名單後三天就職，基本上這個內閣就是馬斯友美黨和民族主義政黨迫不得已而建立的執政聯盟。他的政府反對印尼接受美國援助，偏向接受東方陣營的援助，還解除了印尼部分地區自殖民時期實行的戒嚴令和釋放大量政治犯。他在擔任總理期間也曾經於當年4月3日至29日期間兼任外交部長26天，他還因此而成為印尼史上任期最短的外交部長。他在擔任總理之初不情願地任命日惹蘇丹哈孟庫布沃諾九世為國防部長，並因此而贏得軍方的支持，不過其後他的內閣在軍隊中推行緊縮政策，引起軍方不滿，更引致1952年10月由軍方發動的流產政變。最終，他的內閣在就職14個月後便因為民族主義者和共產黨人強烈反對內閣在蘇門答臘東岸實行的農業改革措施而要解散。
此後，韦洛坡曾在1955年至1959年擔任印尼制憲議會議長。1965年，蘇哈托平息九三〇事件，推翻蘇加諾政府後，便邀請韦洛坡等人加入最高評議院，為蘇哈托政府出謀獻策，鞏固蘇哈托的權力，並試圖令他的奪權行動變得更正當。他還在1968年擔任最高評議院主席，直至他在1978年退休為止。他也從1970年6月起擔任肅貪組四人委員會的主席，以回應同年雅加達學生發動的反貪示威。這個旨在調查下級官員貪污現象的四人委員會發現該國「貪污現象隨處可見」，不過政府卻沒有實行任何應對措施，結果反而令指控高官進行嚴重貪污行為的學生的不滿情緒更為高漲。
1981年1月20日，韦洛坡在雅加達逝世。

## 評價
研究印尼政治的澳洲學者赫爾伯特·法伊特提到，人們普遍認為韦洛坡行事不偏不倚，同情工人階級的困境，也會小心行事，以達成自己的目標。他不會一開始就考量某人對政黨有多麼的忠誠，所以他也以能夠和任何人合作而聞名。

## 註解
1. ↑  或译维洛波，见《世界人名翻译大辞典》（1997年4月修订版）。
2. ↑  出生年份或作1909年[1]。

- 本条目所有与人名有关的译名、注释均参见《世界人名翻译大辞典》（1997年4月修订版）。

## 註腳
1. 1 2 3  Embree 1988, Wilopo (1909–1981).
2. ↑  Bahari 2011，第35頁.
3. 1 2  Feith 1958，第95頁.
4. 1 2 3 4  Turner 1982，第49-50頁.
5. 1 2 3 4 5  Bahari 2011，第36頁.
6. 1 2 3  Kepustakaan Presiden2 RI, Wilopo.
7. ↑  Feith 1958，第86頁.
8. ↑  Ricklefs 2001，第297頁.
9. ↑  Lentz 2013，第392頁.
10. ↑  Feith 1958，第90頁.
11. ↑  NY Times 1953, Land Issue Ousts.
12. 1 2  Ricklefs 2001，第360頁.